# 송영민
송영민(1995년 3월 11일 ~ )은 대한민국의 축구 선수이다. 포지션은 골키퍼이다.

## 클럽 경력
송영민은 2016시즌을 앞두고 K리그2의 대구 FC에 입단했다. 하지만 팀내 경쟁에 밀려 2016시즌 한 경기도 출전하지 못했다.
2017시즌을 앞두고 일본 J2리그의 V-파렌 나가사키로 이적했다.
2018시즌을 앞두고 카마타마레 사누키로 팀을 옮겼다. 2018년 5월 20일 열린 반포레 고후와의 J2리그 경기에서 프로 데뷔전을 치렀다. 2018시즌 총 리그 1경기, 컵대회 1경기에 나섰다.
2020시즌을 앞두고 K4리그에 새로 창단하는 FC 남동에 입단했다.

## 국가대표팀 경력
2014년 8월, 국내 소집훈련에서 처음 대한민국 U-20 축구 국가대표팀에 선발되었다.
2014년 열린 AFC U-19 축구 선수권 대회에 참여하는 대한민국 U-20 대표팀 명단에 포함되었다.